# Hirvipää
Hirvipää är en kulle i Finland. Den ligger i Enare kommun i landskapet Lappland, i den norra delen av landet, 900 km norr om huvudstaden Helsingfors. Toppen på Hirvipää är 369 meter över havet.
Terrängen runt Hirvipää är huvudsakligen platt.Trakten runt Hirvipää är nära nog obefolkad, med mindre än två invånare per kvadratkilometer. Det finns inga samhällen i närheten. 